# ミロシュ・ブーチェビッチ
ミロシュ・ブーチェビッチ（ローマ字：Miloš Vučević、セルビア語：Милош Вучевић、1974年12月10日 - ）は、セルビアの政治家、弁護士。2024年より約1年間、同国首相（第6代）を務めた。2022年から2024年までセルビアの副首相と国防大臣を務め、2012年から2022年まで、故郷のノヴィ・サド市長を務めた。

## 来歴
ユーゴスラビア社会主義連邦共和国時代の1974年12月10日、ノヴィ・サドで生まれる。ユーゴスラビアが一連の紛争を経て崩壊した後の2002年にノヴィ・サド大学法学部を卒業。父親が党幹部を務めていたセルビア急進党（SRS）の党員として政界に進出した。SRSは2008年後半に分裂し、ブーチェビッチはトミスラフ・ニコリッチとアレクサンダル・ヴチッチが率いる分離したセルビア進歩党（SNS）に加入して以来、ヴチッチの側近として同国の権威主義的統治をさせ続けている。
2012年の地方選挙の後にブーチェビッチは、SNSが一般投票の16.44%しか獲得しなかったにもかかわらず、SNS党員の過半数の支持を得て、ノヴィ・サド市長に選出された。2016年の選挙でもノヴィ・サド市長に再選している。
2022年10月23日、セルビア進歩党のヴチッチ党首（共和国大統領）はブーチェビッチをセルビアの次期副首相兼国防大臣に推薦すると発表。10月24日にノヴィ・サド市長を辞任し、2日後にミラン・ジュリッチに引き継がれた。
ブーチェビッチはアナ・ブルナビッチの第3次内閣のメンバーとして、10月26日に副首相兼国防大臣として宣誓した。
2023年4月、アメリカ合衆国国防総省（ペンタゴン）文書の流出に続いて、セルビアがロシア連邦軍とウクライナ軍に武器を供与することに同意したと記されている文書が漏洩した。ブーチェビッチは疑惑を否定し、「嘘」と呼んだ。ブーチェビッチはセルビアがウクライナやロシアに決して武器を供与していないと述べ、誰かが「我が国を不安定にし、関与を望まない紛争に巻き込もうとしている」と示唆した。2023年5月27日、ヴチェヴィッチはSNS党首に選出された。
ブーチェビッチは2023年の議会選挙でSNSを大勝利に導いている。翌年3月30日、ブーチェビッチは議会選挙の勝利の功績として、ヴチッチ大統領から同国の新内閣を組閣する権限を与えられた。5月2日、正式に首相に選出される。ブーチェビッチは、コソボを独立国家としての存在を認めることはできないという考えも示している。
同年7月18日には、日本の上川陽子外務大臣からの表敬訪問を受けた。
2024年7月30日、ブーチェビッチは新型コロナウイルスへの罹患が発覚。ブーチェビッチは在宅治療を受け、自宅から公務を遂行し続けた。
2024年11月1日、ノヴィ・サドにある鉄道駅で屋根が崩落して15人が死亡するという事故が発生。政府当局の責任を追及する抗議デモが全国に広がり、同月21日には前建設大臣ら12人が身柄を拘束されるという事態にまで発展した。政権に対する批判は年が明けた2025年になってもやまず、全国で抗議運動が続けられたほか与野党の支持者の間で衝突も発生。ブーチェビッチは1月28日に首相辞任を表明した。ノヴィ・サド駅舎が、中華人民共和国による一帯一路関連事業で改修されたばかりであったことから、首相の親中路線や、工事の詳細な資料が機密扱いされたこと、首相がデモ隊を外国の支援を受けていると批判したことで不満が噴出した。3月19日に国民議会がブーチェビッチの辞任を承認し、新政権樹立または解散総選挙に30日間の期限が設定された。4月6日にヴチッチ大統領が後任に医学教授のジュロ・マツットを指名し、4月16日にマツットを首班とする新内閣が議会で承認されブーチェビッチ政権は幕を下ろしたが、マツットは政治経験に乏しく主要閣僚の大半は留任した。